# Platythomisus sudeepi
Platythomisus sudeepi là một loài nhện trong họ Thomisidae.
Loài này thuộc chi Platythomisus. Platythomisus sudeepi được Biswamoy Biswas miêu tả năm 1977.